# Гомеостатические теории симптомообразования в психосоматике
Гомеостатические теории симптомообразования в психосоматике — группа теорий, объясняющих психосоматические расстройства в рамках гомеостатических моделей личности. В гомеостатических теориях человек рассматривается как открытая система, стремящаяся к равновесию со средой. Болезнь в такой модели понимается как следствие психобиологической дисрегуляции, которая может появляться в любой части живой системы на любом уровне.

## Теории патологии раннего развития
Сторонники данной группы теорий полагают, что психосоматическое заболевание появляется в результате нарушения социального развития ребёнка. К данной группе относят теории Холидея Дж. Л.(1948), предметом изучения которой стали конфликты раннего детства с последующими расстройствами в более зрелом возрасте. Так же теория формирования различных способностей на основе развития органов Эриксон Э. Х., (1971).

### Теория «нарушения симбиоза»
Данный подход, предложенный Аммоном Х.(1981), позволяет проследить последствия нарушений здорового симбиоза матери и ребёнка. Эти последствия приводят к первичному дефициту «Я». Идея заключается в том, что «психосоматогенная» мать реагирует либидозно (энергетически) только лишь на телесные потребности ребёнка. Также, она может обращать на него своё внимание исключительно в тех случаях, когда ребёнок болен. Для такой структуры отношений, взаимодействие ребёнка с матерью возможно лишь через психосоматический симптом. В процессе выстраивания детско-родительских отношений, ребёнок выступает, скорее — как вещь, а не как личность, и симптом здесь служит сигналом к необходимости контакта, заполняя дефицит образа «Я». Таким образом, психосоматическое заболевание несёт двойную функциональную нагрузку. С одной стороны, оно формирует между матерью и ребёнком такую структуру контакта, которая созвучна его бессознательным страхам и запросам. С другой — позволяет ребёнку, приспособившемуся к бессознательному конфликту матери, установить этот самый контакт. Как следствие — во взрослом возрасте психосоматическое заболевание становится бессознательно закреплённым средством контакта, являясь регрессией к раннему детскому опыту.

### Теория нарушения основных сфер жизнедеятельности семьи
Теория нарушения основных сфер жизнедеятельности семьи как источника психической травматизации личности была предложена Эйдемиллер Э. Г., Юстицкий В. В. в1990. Здесь в качестве источника психической травматизации личности, приводящего к психосоматическим заболеваниям, рассматривается нарушение основных сфер жизнедеятельности семьи, в которой растёт и развивается ребёнок. Авторами подчёркивается, что от типа отношений в родительской семье зависит появление различных психосоматических расстройств.

## Теория объектных отношений
Теория объектных отношений — психодинамическая теория, утверждающая, что основная мотивирующая сила поведения человека — взаимоотношения. Человек взаимодействовует с людьми (объектами). Нарушение этого взаимодействия приводит к образованию психосоматического расстройства.

### Реакции сохранения или потери «ключевой фигуры»
Энгел Г. Л. (1962) предложил модель потери или угрозы потери объекта привязанности. В этом подходе объясняется возникновение соматических заболеваний (например, таких тяжёлых как лейкемия, язвенный колит у взрослых и детей и т. п.) таким фактором, как потеря «ключевой фигуры», то есть — того, кто играл наиболее значимую роль в жизни человека. Автор предлагает идею о том, что психосоматические больные пользуются «ключевой фигурой» как жизненно необходимым средством, осуществляющим функцию успешной адаптации.

### Психобиотическая модель заболевания
Была предложена Тэйлор Г. в 1987. Согласно этой теории, физическое здоровье человека зависит от способности его тела регулировать сложные физиологические и биохимические процессы.

## Нейрогуморальные теории
В рамках данного подхода психосоматическая патология рассматривается как проявление общего неспецифического адаптационного синдрома. Психосоматические заболевания считаются следствием нарушения внутренней среды организма.

### Теории вегетативного сопровождения эмоций
Теории вегетативного сопровождения эмоций была предложена Кеннон У. Б. в 1932. Кеннон считал, что эмоции в эволюционном аспекте, представляют собой психофизиологическую реакцию на стрессовое событие, подготавливающую организм к одному из двух типов реакции: a)борьбы (при гневе), b)бегства (при страхе). До настоящего времени, эмоциональные реакции не претерпели каких-либо изменений, но при этом — полностью лишились своего моторного компонента. В поведенческой картине современного человека они представлены в виде переживаний и соматовегетативных реакций. А соматовегетативные реакции, в свою очередь, могут быть источником нарушений со стороны внутренних органов.

### Концепция «общего неспецифического синдрома адаптации»
Селье Г. в 1953 предложил концепцию «общего неспецифического синдрома адаптации». Ранее здесь был описан симптомокомплекс (У. Кеннон), соответствующий первой стадии развития стресса по Г. Селье — стадии тревоги. Г. Селье рассматривал стресс как общий синдром адаптации, выраженный в неспецифической реакции организма на любой значимый раздражитель. В структуре развития этой реакции можно отметить три стадии:
1. Стадию тревоги (или непосредственной реакции на воздействие);
2. Стадию резистентности (то есть — эффективного сопротивления стрессору и/или адаптации к его воздействию)
3. Стадию истощения (нарушения адаптации вследствие истощения адаптационно-компенсаторных ресурсов).

Селье в своей концепции описал характерные нейроэндокринные изменения, возникающие на каждой из стадий. Что касается современности -
теория Г.Селье трансформировалась в структурное описание взаимодействия следующих систем:
- Симпатоадреналовая система (отвечающая за реакцию «борьбы-бегства»). Активация симпатической нервной системы приводит к мобилизации организма, даёт возможность подготовиться к активным действиям. При резком увеличении концентрации катехоламинов в случае активации симпатической нервной системы, происходит сужение сосудов кожи и почек, а также -расширение коронарных сосудов, сосудов скелетных мышц, гладкой мускулатуры внутренних органов и т. п.[8];
- Гипоталамо-гипофизарно-адренокортикальная ось (система «гипоталамус-гипофиз-кора надпочечников»), которая активизируется при более длительном стрессогенном воздействии и определяет более сложные нейрогормональные изменения. Окончательный продукт реакций по этой оси — глюкокортикоиды и минералокортикоиды.[8] Важнейшую роль в развитии стрессовой реакции играет глюкокортикоид — кортизол («гормон стресса»). Он обладает катаболическим действием, стимулирующим превращение белков в углеводы, а также приводит к повышению концентрации глюкозы в крови, и он же — регулирует образование и распределение жиров, способствуя гиперлипидемии и гиперхолестеринемии, подавляет клеточный и гуморальный иммунитет.[8] И здесь важно помнить, что хронический стресс оказывает негативное влияние на функциональное состояние организма. Это приводит к повышению вероятности развития соматических заболеваний.[9]

### Теория процессов совладания, или копинг-механизмов
Лазарус Р.С.(1976) представлял расстройство как результатат взаимодействия личности и окружения. Лазарусом было отмечено, что характер и выраженность психосоматических нарушений определяются структурой личности, а также — её системой ценностей, мотивационными факторами и способностями. Ожидания и результаты действий могут быть по-разному пережитыми, в зависимости от восприятия собственных возможностей. На состояние человека, по мнению автора, влияют факторы удовольствия, получаемого в процессе выполняемой деятельности, сопряжённых с предпринимаемыми действиями переживаний ожидания награды, социальной оценки и т. п. Факты совладания с ситуацией (копинг-процессы) — это совокупность процессов, происходящих в личности и направленных на достижение адаптации к стрессу, сохранению деятельности на фоне стресса. Они определяются особенностями личности, а также личностными ситуативными смыслами. Процессы совладания входят в структуру аффективной реакции. Именно от них зависит сохранение эмоционального гомеостаза.

### «Бегства в тело»
Пезешкиан Н предложил в 1977 концепцию психосоматических расстройств как результата односторонней переработки конфликта через реакцию «бегства в тело».

### Теория «системных психосоматических циклов»
Коркина М. В., Марилов В. В.(1998) предложили теорию «системных психосоматических циклов». Ведущий механизм развития психосоматического заболевания, в данном подходе, это — формирование через психосоматические реакции моно- и полисистемных психосоматических циклов, которые ответственны за образование первичных и вторичных психосоматозов (в рамках единого психосоматического континуума). На начальном этапе формирования первичного психосоматоза, фоном для которого служит невротическая депрессия — происходит количественное увеличение психосоматической патологии. Далее, в ходе трансформации моносистемного психосоматического цикла, постепенно заменяющегося полисистемным циклом, и вследствие проявления феномена «послестрессовой психологической беззащитности» — формируется вторичный психосоматоз, который включает в себя психосоматическую патологию других органов и систем.

## Физиологические теории
Данная группа теорий видит причины психосоматических заболеваний в физиологических механизмах.

### Теория рефлекторной основы психической деятельности
Теория рефлекторной основы психической деятельности была предложена Павловым И. П. в 1903. Изучение Павловым И. П. механизмов пищевого рефлекса позволило проследить влияние факторов внешней среды на вегетативные функции через ЦНС и послужило началом для возникновения концепции условно-рефлекторного моделирования психосоматических заболеваний.

### Гипотеза кортико-висцерального происхождения психосоматических расстройств
Быков К. М. в 1947 предположил, что внутренняя органная сигнализация может включаться в общие механизмы условно-рефлекторной интегративной деятельности мозга. А в 1960 Быков К. М., Курцин И. Т. выдвинули гипотезу кортико-висцерального происхождения психосоматических расстройств. К. М. Быков и И. Т. Курцин экспериментально доказали влияние интерорецепции на функции коры и ствола головного мозга. Они предположили, что пусковым механизмом психосоматических заболеваний являются факторы и внешней, и внутренней среды. А также, на появление психосоматической симптоматики влияют нарушения экстеро- и интерорецепции, приводящие к дисбалансу в процессах возбуждения и торможения головного мозга.